# Zawadki (powiat bialski)
Zawadki – wieś w Polsce położona w województwie lubelskim, w powiecie bialskim, w gminie Międzyrzec Podlaski. Obok miejscowości przepływa niewielka rzeka Złota Krzywula, dopływ Krzny.
W latach 1975–1998 miejscowość należała administracyjnie do województwa bialskopodlaskiego.
Wieś jest sołectwem w gminie Międzyrzec Podlaski. Według Narodowego Spisu Powszechnego z roku 2011 wieś liczyła 85 mieszkańców.
Wierni Kościoła rzymskokatolickiego należą do parafii Matki Bożej Nieustającej Pomocy w Maniach.

## Zabytki
- zespół dworski, w tym dwór drewniany i budynek gospodarczy z przełomu XIX i XX w.